# Nicholsonomyia vespiformis
Nicholsonomyia vespiformis är en tvåvingeart som beskrevs av Tonnoir 1929. Nicholsonomyia vespiformis ingår i släktet Nicholsonomyia och familjen platthornsmyggor. Inga underarter finns listade i Catalogue of Life.